# Boris Podolskij
Boris Podolskij (russisk: Бори́с Подо́льский; født 29. juni 1896, død 28. november 1966) var en amerikansk fysiker af russisk-jødisk afstamning, der blev kendt for sit arbejde med Albert Einstein og Nathan Rosen om EPR-paradokset. 
Flere år efter Podolskijs død, blev det afsløret, at han arbejdede for Sovjetunionen, hvor til han leverede videnskabeligt materiale.